# Monte Viso
Monte Viso (fr. Mont Viso, oks. Mont Vísol lub Vísol; 3841 m n.p.m.) – najwyższy szczyt Alp Kotyjskich.

## Geografia
Masyw górski Monte Viso (w szerszym znaczeniu) usytuowany jest na pograniczu Francji i Włoch, jednak ścisły masyw tej góry w całości usytuowany jest na terenie Włoch. Masyw jest otoczony od wschodu i północnego wschodu źródłowym odcinkiem doliny Padu, od południa i zachodu doliną Varaita, zaś w wąskim segmencie na północnym zachodzie – doliną Guil, należącą już do francuskiego regionu Queyras.
Obok głównego szczytu w ścisłym masywie Monte Viso rozróżnia się jeszcze kilka ważniejszych kulminacji: w grani południowo-zachodniej – Viso di Vallanta (3781 m n.p.m.), Punta Corsica (3443 m n.p.m.), Punta Caprera (3387 m n.p.m.) i Rocce di Viso (3067 m n.p.m.), w grani południowo-wschodniej – Punta Sella (3443 m n.p.m.), Punta Barraco (3237 m n.p.m.) i przełęcz Passo delle Sagnette (2991 m n.p.m.), a w grani północno-zachodniej – Visolotto (3348 m n.p.m.). Granica francusko-włoska przebiega przez Punta Gastaldi (3214 m n.p.m.), niespełna 1 km na pn.-zach. od Visolotto.
Szczyt Monte Viso ma dwa wierzchołki. Wierzchołek północno-wschodni, nazywany dawniej Punta Trieste (3841 m n.p.m., zwieńczony stalowym krzyżem) oraz wierzchołek południowo-zachodni, zwany Punta Nizza (na mapach – bez podanej koty). Punta Nizza uważana była zwykle (w literaturze alpinistycznej) za nieco niższą od Punta Trieste, tym niemniej na najnowszych mapach (Carta Tecnica Regionale, 1:10 000) jej wysokość określona jest na 3842 m n.p.m., a więc byłaby ona wyższa od wierzchołka z krzyżem.
W masywie Monte Viso (w szerszym znaczeniu) znajduje się szereg jezior, z których najważniejsze to Lago Grande di Viso u wschodnich podnóży szczytu oraz Lago delle Forcioline u podnóży południowych.
Masyw znany jest również z tego, że w jego północnej części, w Pian del Re (gmina Crissolo) w pobliżu granicy włosko-francuskiej, znajdują się źródła największej rzeki Włoch – Padu.

## Dzieje zdobywania

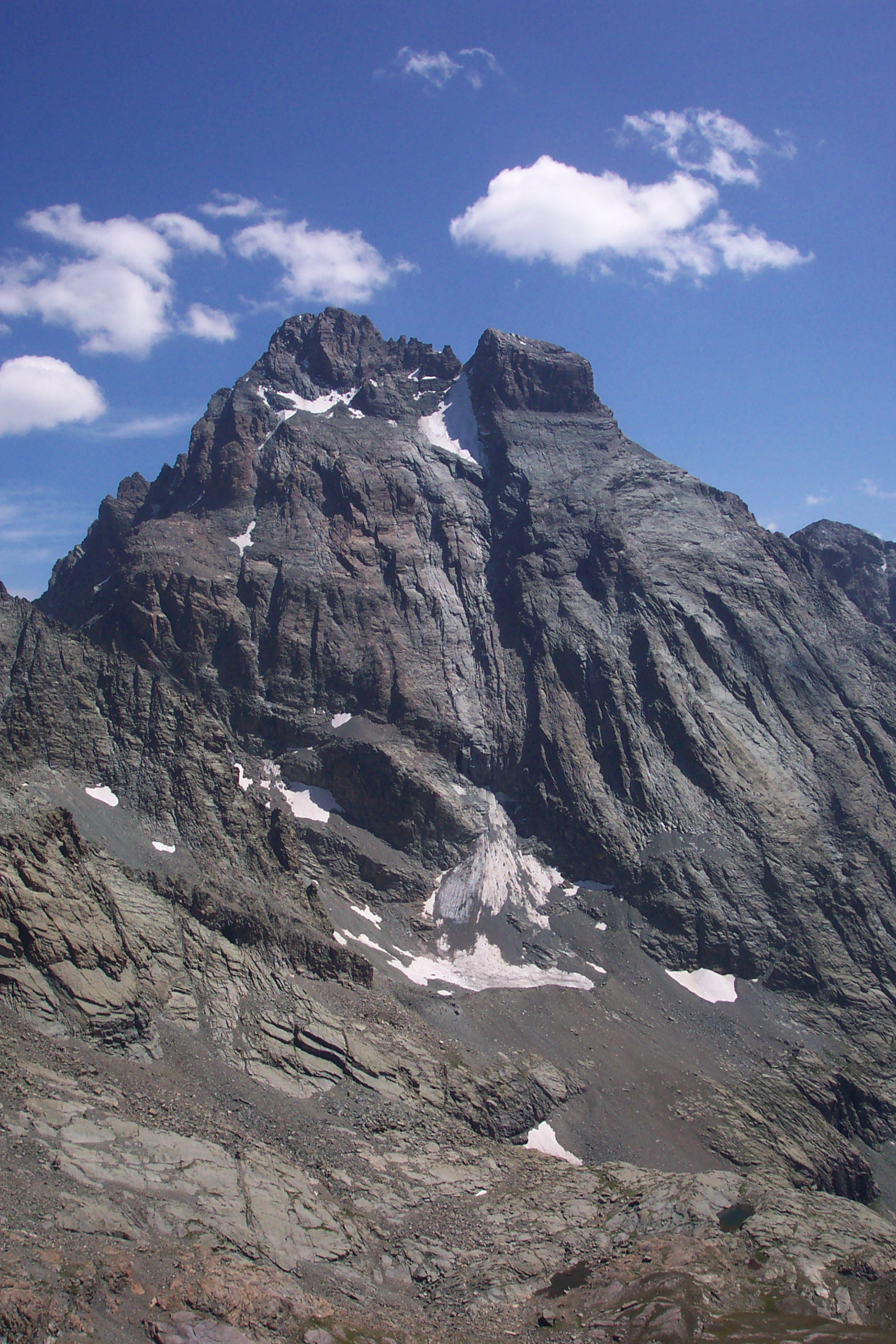
Północna ściana Monte Viso, widziana z Col Vallante

Monte Viso jest najwyższym szczytem południowego Piemontu. Ze względu na swoje usytuowanie, znaczną wysokość w stosunku do otaczających szczytów i widoczność od strony wschodniej (nawet z daleka) był nawet jeszcze w połowie XIX w. uznawany za najwyższą i "najważniejszą" górę całej Italii. Stanowił pożądany i nadzwyczaj "honorny" cel wypraw górskich.
Pierwszego znanego wejścia na Monte Viso dokonali 30 sierpnia 1861 r. William Mathews, F. W. Jacomb z przewodnikami Michelem i Jean-Baptiste Crozami z Chamonix. Niespełna rok później, 4 lipca 1862 r. szczyt zdobyli Francis Fox Tuckett oraz Włoch Bartolomeo Peyrot z przewodnikami Michelem Crozem i Peterem Perrenem z Zermatt.
W 1863 r. podczas wycieczki na Monte Viso, w której uczestniczyli Quintino Sella, Paolo i Giacinto Ballada di Saint-Robert, Giovanni Barracco oraz przewodnicy górscy z doliny Varaita Giovanni Battista Abbà, Raimondo Gertoux i Giuseppe Bodoino, powstała myśl założenia Włoskiego Klubu Alpejskiego (wł. Club Alpino Italiano) – jednej z pierwszych na świecie organizacji turystycznych.
15 lipca 1990 w czasie zejścia ze szczytu zginął polski antropolog, dziennikarz i alpinista Juliusz Slaski (ur. 1920).